# Anneke Levelt Sengers
Johanna Maria Henrica (Anneke) Levelt Sengers (Amsterdam, 4 maart 1929 – Gaithersburg (Maryland), 28 februari 2024) was een Nederlands en later Amerikaans natuurkundige die bekend is vanwege haar werk op het gebied van kritische toestanden van vloeistoffen.
Ze had een carrière van 31 jaar bij het National Institute of Standards and Technology (NIST), todat ze in 1994 met pensioen ging. In 2005 was Levelt Sengers co-voorzitter (samen met dr. Manju Sharma ) van de InterAcademy Council van het adviesrapport Women for Science, gepubliceerd in juni 2006. Ze was ook medevoorzitter van het InterAmerican Network of Academies of Sciences Women for Science-programma.

## Opleiding en carrière
Ze doorliep haar middelbare school aan het Lyceum Sancta Maria met een eindexamen in 1947. Levelt behaalde haar kandidaatsexamen in natuurkunde en scheikunde aan de Universiteit van Amsterdam in 1950. Tijdens haar studie had zij een bijbaan als docent aan een lyceum in Haarlem. Ze deed haar doctoraalexamen in de natuurkunde.
In 1958 promoveerde ze op onderzoek bij het Van der Waalslaboratorium van de UvA op een proefschrift met de titel Measurements of the Compressibility of Argon in the Gaseous and Liquid Phase, over de thermodynamische eigenschappen van argon. Promotoren waren Teun Michels en Jan de Boer. Ze deed daarna een postdoc bij Joseph Hirschfelder in Wisconsin en was onder de indruk van de mogelijkheden om onderzoek te doen in de Verenigde Staten.
Na een tijdje terug in Nederland, waar ze weer bij het Van der Waalslab werkte, emigreerde ze in 1963 naar de Verenigde Staten en ging werken bij het National Bureau of Standards, sinds 1988 het National Institute of Standards and Technology (NIST). Haar man kreeg daar ook een aanstelling. De Nederlandse journalist Margriet van der Heijden schreef bij haar overlijden, 'Anneke Levelt kreeg als vrouwelijke natuurkundige in de Verenigde Staten kansen die ze in Nederland nooit gekregen zou hebben.'

Ter illustratie het fasediagram van water.

Ze werkte bij het NIST aan vloeistoffen en vloeistofmengsels en maakte onder andere een database van de thermodynamische eigenschappen van water en stoom. Onder andere verrichtte ze de daarvoor benodigde experimenten en metingen. Dit was van belang voor het ontwikkelen van stoomturbines voor de productie van elektriciteit. Ze was dan ook lang actief in de International Association for the Properties of Water and Steam.
Toen haar man een jaar in Nederland werkte als visiting professor bij de TU Delft, kon zij met moeite een werkkamer voor gasten krijgen bij de UVA. Zij kreeg vragen of ze kinderen had, en verder geen kansen om zich te presenteren in Nederland. Door deze ervaring besloot ook haar man dat hun beider toekomst in de VS was.
Terug in de VS werd zij tot Amerikaan genaturaliseerd in 1975. Haar man vertelt later dat zij dat deed omdat ze in Nederland geen kans had om haar werk als fysicus voort te zetten.
Bij het NIST kreeg ze volop kansen en werd ze groepsleider en senior onderzoeker. Ze deed er onderzoek naar vloeistoffen boven kritische temperatuur en ook naar alternatieve koelvloeistoffen.
Na haar pensionering zette zij zich in voor het wegnemen van vooroordelen en hindernissen die vrouwen ondervinden in hun werk. Ze was tot 2016 voorzitter van Women in Science van het InterAmerican Network of Academies of Sciences.
Tijdens haar leven hield ze honderden lezingen op haar vakgebied, en enkele tientallen over vrouwen in de wetenschap.

## Prijzen en onderscheidingen
In 1990 werd Levelt Sengers corresponderend lid van de Koninklijke Nederlandse Akademie van Wetenschappen. In januari 1992 verleende de Technische Universiteit Delft haar en haar man een eredoctoraat. Ze was fellow van de American Society of Mechanical Engineers, de American Physical Society en de American Association for the Advancement of Science, en lid van de National Academy of Engineering en National Academy of Sciences.
Ze won de L'Oréal-Unescoprijs voor vrouwen in de wetenschap voor Noord-Amerika in 2003. In 2006 was zij winnaar van de ASME Yeram S. Touloukian Award.
In 2015 kondigde het IANAS Women for Science Program aan dat een prijs voor jonge vrouwelijke wetenschappers ter ere van haar de Anneke Levelt-Senger Prize zou worden genoemd. Winnaars waren onder andere Alicia Rojas en Joanna Lado.

## Persoonlijk
De vader van Levelt, Wilhelmus Henricus Levelt (Willem) Levelt, was gepromoveerd scheikundige en haar moeder, Maria Antonia Josephina Berger (Josephina) Berger, had een doctoraalexamen natuurkunde. Hoewel zij de oudste was in een gezin met 10 kinderen mocht zij gaan studeren. Zij trouwde in 1962 met natuurkundige Jan V. Sengers. Zij kregen vier kinderen, waaronder de computerwetenschapper en etnograaf Phoebe Sengers.

Broer Ton Levelt, hoogleraar wiskunde aan de Radboud Universiteit stelde rond 1988: 
Je moet niet mij, maar mijn zus in Amerika nemen, want die is pas echt intelligent.
Hij zei dit naar aanleiding van de televisieserie Profs van de vpro in dat jaar. Ze kwam inderdaad twee jaar later aan bod.
Levelt Sengers overleed op 28 februari 2024, een week voor haar 95ste verjaardag.